# Baguette

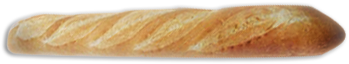
En hel baguette.

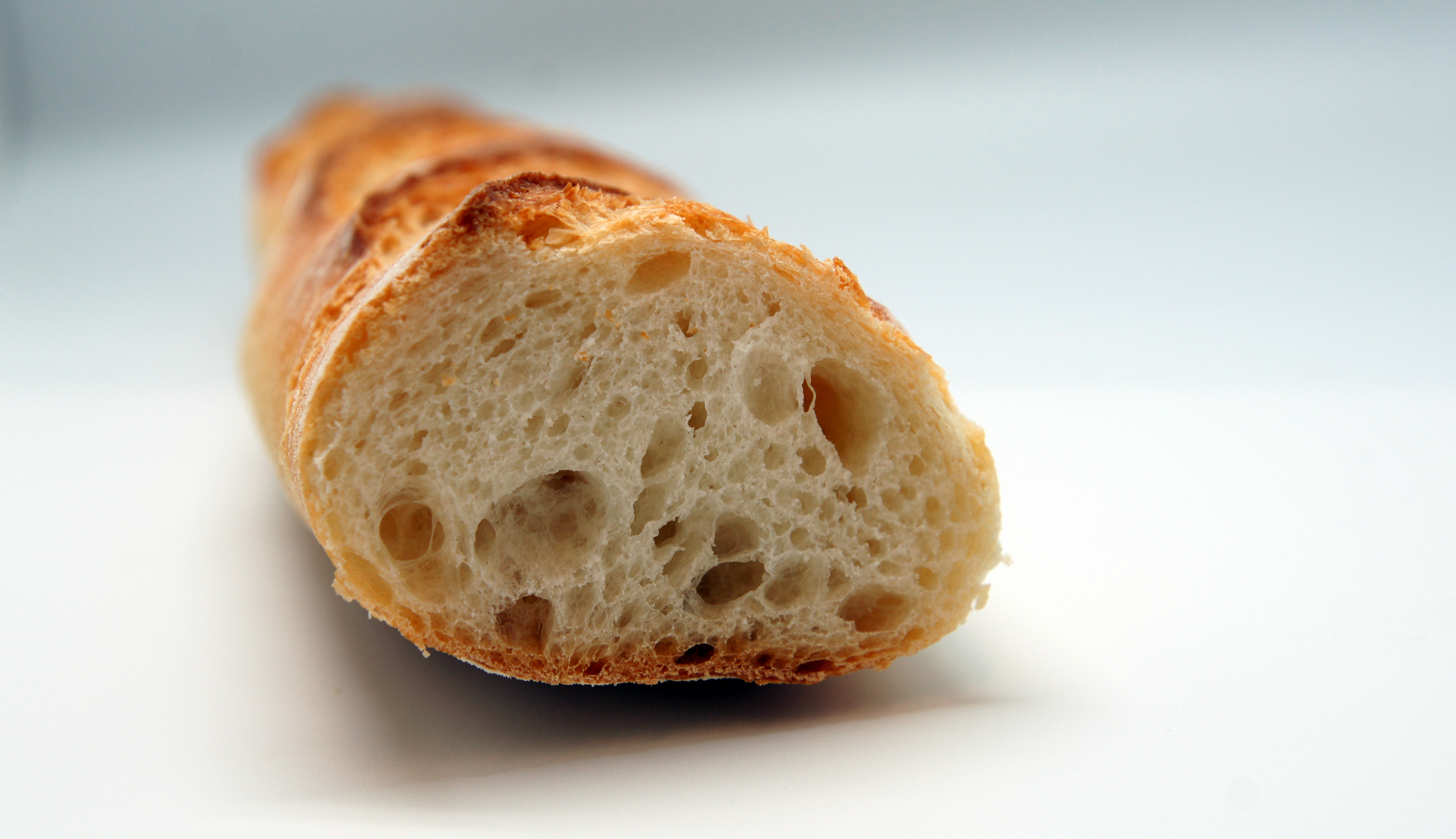
En baguette i genomskärning.

Baguette (franska, "liten käpp") är ett franskt vitt matbröd innehållande vetemjöl, vatten, jäst och salt, som med sin avlånga form och frasiga yta blivit en fransk symbol..

## Baguette i Sverige och Finland
I Sverige äts baguetten till frukost, mellanmål eller vid picknick och kan tillredas med alla sorters pålägg.
Baguette är på svenska även benämnd pain riche eller painriche. Det betyder "rikt bröd" på franska. Ibland talas om att det skulle komma från Tore Wretmans krog Riche. Det har dementerats av Marcelle Thoursie som hävdat att det bakades av hennes farfar Pierre Frölich på cateringfirman Maison Pierre så tidigt som 1917 och att det härstammade från Frankrike. Även Tore Wretman själv har i en intervju uttalat: "Det var inte jag som hittade på namnet utan ett bageri som hette Maison Pierre. Pierre var en fransman som under kriget bakade något som liknade en baguette men inte var det. Det fanns inget riktigt mjöl och inga riktiga ugnar. Då kallade han det pain riche utifrån en gammal fransk distinktion mellan den rikes bröd och den fattiges".
Baguettens dag infaller i Sverige 21 mars.
På finlandssvenska kallas baguette för batong.

## Baguette i Frankrike
Kring år 1900 konsumerades runt tre baguetter per person och dag i Frankrike, under 1970-talet runt en baguette och under 2010-talet en halv baguette per person och dag. Handbakade baguetter har mer ersatts med maskinellt tillverkade och för många konsumenter i Frankrike har baguettvanorna övergått i andra matvanor i takt med att stressen i samhället ökat.

## Varianter och hållbarhet
Det nybakade brödet bör ätas inom ett dygn efter bakning för att behålla sin krispiga skorpa, då den annars tenderar att bli mjuk och seg. Det finns även frysta och bake-off som man köper färdigpaketerade och som man kan förvara i flera månader för att sedan färdiggrädda i egen ugn när det passar.
En variant på baguette är minibaguette, liknande småfranska, och vitlöksbaguette som innehåller vitlökssmör.

### Fotnoter
1. ↑  
Katarina Lagerwall (14 januari 2018). ”Macron vill ha baguetten på Unescos lista”. Dagens Nyheter. Arkiverad 14 januari 2018. https://www.dn.se/nyheter/varlden/macron-vill-ha-baguetten-pa-unescos-lista/. Läst 14 januari 2018.
2. ↑  
Margo Lestz. ”History of the Baguette: Legends, Laws, and Lengthy Loaves” (på engelska). Arkiverad från originalet den 2 januari 2018. https://web.archive.org/web/20180102001908/https://bonjourparis.com/food-and-drink/history-baguette-legends-laws-and-lengthy-loaves/. Läst 14 januari 2018.
3. ↑  Svenska Akademiens ordböcker (SAOL, SO och SAOB) på Svenska.se: pain riche
4. ↑  ”Pain riche var inte Wretmans verk”. www.mitti.se. 20 januari 2016. https://www.mitti.se/nyheter/pain-riche-var-inte-wretmans-verk/lmpat!326544/. Läst 11 november 2022.
5. ↑  ”Minibaguette, slät – se innehåll och beställ här”. Östras. https://ostras.se/sortiment/frukostbullar/ljust/minibaguette-slat/. Läst 28 februari 2023.
6. ↑  Catomeris, Christian; Klingvall, Marianne (24 oktober 2013). ”Fransmännen slåss för baguetten”. SVT Nyheter. https://www.svt.se/nyheter/utrikes/fransmannen-slass-for-baguetten. Läst 11 november 2022.